# Santa Maria in Trastevere (titolo cardinalizio)
Santa Maria in Trastevere (in latino: Titulus Sanctæ Mariæ trans Tiberim) è un titolo cardinalizio istituito da papa Alessandro I intorno al 112 e confermato da papa Callisto I nel 221 circa. Papa Giulio I ne cambiò il nome in Iulii, mentre nel 595 fu denominato Giulio e Callisto. Nella prima metà dell'VIII secolo il titolo era conosciuto con il nome di Santa Madre di Dio e, durante il pontificato di papa Leone III, assunse il nome attuale di Santa Maria in Trastevere. In base al catalogo di Pietro Mallio, compilato durante il pontificato di papa Alessandro III, il titolo era collegato alla basilica di San Pietro e i suoi sacerdoti vi celebravano messa a turno. Il titolo insiste sulla basilica di Santa Maria in Trastevere.
Dal 19 novembre 2016 il titolare è il cardinale Carlos Osoro Sierra, arcivescovo emerito di Madrid.

## Titolari
Si omettono i periodi di titolo vacante non superiori ai 2 anni o non storicamente accertati.
- Calepodio (112 ? - ?)
- Astero (o Asterio) (118 ? - ?)
- Paolino (494 - ?)
- Settimio (499)
- Marcellino (499 - prima del 514 ?)
- Giovanni Celio (514 - ?)
- Pietro (590 - ?)
- Talasio (o Thalassio) (731 - prima del 745)
- Anastasio (745 - prima del 761)
- Andrea (761 - ?)
- Benedetto seniore (853 - 29 luglio 855 eletto papa con il nome di Benedetto III)
- Giovanni (? - marzo 931 eletto papa[1] con il nome di GIovanni XI)
- Adriano (964 - prima del 972)
- Benedetto (972 - prima del 993 eletto papa con il nome di Benedetto VI)
- Crescenzio (993 - prima del 1026)
- Giovanni (1025 - prima del 1049)[2]
- Guido (1049 - prima del 1061)
- Giovanni Minuzzo (1061 - circa 1067)
- Ubaldo (circa 1067 - prima del 1077)
- Falcone (1077 - prima del 1088)
- Gregorio Paparoni (1088 - circa 1099)
- Giovanni, Ordine di San Benedetto (1099 - circa 1106)
- Errico (o Enrico) (1106 - circa 1112)
- Pietro (circa 1112 - circa 1120)
- Pietro Pierleoni, O.S.B.Clun. (dicembre 1120 - 14 febbraio 1130 eletto antipapa con il nome di Anacleto II)
  - Gionata (o Ionathan) iuniore (1130 - ?), pseudocardinale dell'antipapa Anacleto II
- Balduino da Pisa, O.Cist. (1136 ? - 1137 dimesso)
- Gregorio della Suburra (1138 - 1155 deceduto)
- Guido da Crema (1155 ? - 22 aprile 1164 eletto antipapa con il nome di Pasquale III)
- Laborante da Panormo (o Laborans) (1179 - 1189 ? deceduto)
- Guy Paré (o Poré), O.Cist. (settembre 1190 - 1198 nominato cardinale vescovo di Palestrina)
- Guido Papareschi (1198 - 9 gennaio 1207 nominato cardinale vescovo di Palestrina)
- Stefano de Normandis dei Conti (1228 - 8 dicembre 1254 deceduto)
- Matteo Rubeo Orsini, in commendam (1262 - 1305 deceduto)
- Dominique Serra, O. de M. (29 maggio 1348 - 9 luglio 1348 deceduto)
- Guillaume d'Aigrefeuille, O.S.B. (17 dicembre 1350 - 17 settembre 1367 nominato cardinale vescovo di Sabina)
  - Titolo vacante (1367 - 1370)
- Pierre d'Estaing, O.S.B.Clun. (7 giugno 1370 - 28 settembre 1373 nominato cardinale vescovo di Ostia e Velletri)
  - Niccolò Brancaccio (febbraio 1379 - aprile 1388 nominato cardinale vescovo di Albano), pseudocardinale dell'antipapa Clemente VII
- Filippo d'Alençon (18 settembre 1378 - 4 giugno 1380); in commendam (4 giugno 1380 - 16 agosto 1397 deceduto)
- Ludovico Bonito (19 aprile 1408 - 18 settembre 1413 deceduto)
- Rinaldo Brancaccio, in commendam (1413 - 27 marzo 1427 deceduto)
- Gabriele Condulmer (o Condulmaro, o Condulmerio), C.R.S.A. (1426 - 3 marzo 1431 eletto papa con il nome di Eugenio IV)
- Gerardo Landriani Capitani (8 gennaio 1440 - 9 ottobre 1445 deceduto)
  - Juan de Segovia (2 ottobre 1440 - 24 maggio 1458 deceduto), pseudocardinale dell'antipapa Felice V
  - Jordi d'Ornós (1441 - 1452 deceduto), pseudocardinale dell'antipapa Felice V
- Juan de Torquemada, O.P. (1446 - 1460 nominato cardinale vescovo di Palestrina)
- Amico Agnifilo della Rocca (13 ottobre 1469 - 9 novembre 1476 deceduto)
- Stefano Nardini (12 novembre 1476 - 22 ottobre 1484 deceduto)
- Jorge da Costa (8 novembre 1484 - 15 ottobre 1489 nominato cardinale presbitero di San Lorenzo in Lucina)
  - Titolo vacante (1489 - 1496)
- Juan López (24 febbraio 1496 - 5 agosto 1501 deceduto)
- Juan Castellar y de Borja (12 giugno 1503 - 1º gennaio 1505 deceduto)
- Marco Vigerio della Rovere, O.F.M.Conv. (17 dicembre 1505 - 29 ottobre 1511); in commendam (29 ottobre 1511 - 18 luglio 1516 deceduto)
- Bandinello Sauli, in commendam (1511 - 1516); in titulo (18 luglio 1516 - 22 giugno 1517 deposto); (31 luglio 1517 - 29 marzo 1518 deceduto)
- Achille Grassi (6 luglio 1517 - 22 novembre 1523 deceduto)
- Francesco Armellini Pantalassi de' Medici (22 novembre 1523 - ottobre 1527 o 8 gennaio 1528 deceduto)
- Lorenzo Campeggi (27 aprile 1528 - 5 settembre 1534 nominato cardinale vescovo di Albano)
- Antonio Sanseverino, O.S.Io.Hier. (5 settembre 1534 - 28 novembre 1537 nominato cardinale vescovo di Palestrina)
- Gianvincenzo Carafa (28 novembre 1537 - 4 agosto 1539 nominato cardinale vescovo di Palestrina)
- Marino Grimani (4 agosto 1539 - 13 marzo 1541 nominato cardinale vescovo di Frascati)
- Francesco Cornaro (23 marzo 1541 - 14 novembre 1541 nominato cardinale vescovo di Albano)
- Antonio Pucci (14 novembre 1541 - 15 febbraio 1542 nominato cardinale vescovo di Albano)
- Philippe de la Chambre, O.S.B.Clun. (15 febbraio 1542 - 24 settembre 1543 nominato cardinale vescovo di Frascati)
- Gian Pietro Carafa (24 settembre 1543 - 17 ottobre 1544 nominato cardinale vescovo di Albano)
- Rodolfo Pio Carpi (17 ottobre 1544 - 29 novembre 1553 nominato cardinale vescovo di Albano)
- Juan Álvarez y Alva de Toledo (20 novembre 1553 - 11 dicembre 1553 nominato cardinale vescovo di Albano)
- Miguel da Silva (11 dicembre 1553 - 5 giugno 1556 deceduto)
- Giovanni Girolamo Morone (12 giugno 1556 - 13 marzo 1560 nominato cardinale vescovo di Albano)
- Cristoforo Madruzzo (o Madruzzi) (13 marzo 1560 - 14 aprile 1561 nominato cardinale vescovo di Albano)
- Ottone di Waldburg (14 aprile 1561 - 18 maggio 1562 nominato cardinale vescovo di Albano)
- Tiberio Crispo (18 maggio 1562 - 7 novembre 1565 nominato cardinale vescovo di Sabina)
- Giovanni Michele Saraceni (7 novembre 1565 - 7 ottobre 1566 nominato cardinale vescovo di Sabina)
- Giovanni Ricci (7 ottobre 1566 - 3 luglio 1570 nominato cardinale vescovo di Albano)
- Scipione Rebiba (3 luglio 1570 - 8 aprile 1573 nominato cardinale vescovo di Albano)
- Giacomo Savelli (o de Sabellis) (8 aprile 1573 - 31 luglio 1577 nominato cardinale vescovo di Sabina)
- Giovanni Antonio Serbelloni (31 luglio 1577 - 9 luglio 1578 nominato cardinale vescovo di Sabina)
- Antoine Perrenot de Granvelle (9 luglio 1578 - 3 ottobre 1578 nominato cardinale vescovo di Sabina)
- Stanislaw Hosius (o Hoe, o Hosz) (3 ottobre 1578 - 5 agosto 1579 deceduto)
- Giovanni Francesco Gambara (17 agosto 1579 - 5 dicembre 1580 nominato cardinale vescovo di Albano)
- Markus Sitticus von Hohenems (o Altemps) (5 dicembre 1580 - 15 febbraio 1595 deceduto)
- Giulio Antonio Santorio (o Santori) (20 febbraio 1595 - 18 agosto 1597 nominato cardinale vescovo di Palestrina)
- Girolamo Rusticucci (18 agosto 1597 - 30 marzo 1598 nominato cardinale vescovo di Albano)
- Girolamo Simoncelli (o Simonelli) (30 marzo 1598 - 21 febbraio 1600 nominato cardinale vescovo di Albano)
- Alessandro Ottaviano de' Medici (21 febbraio 1600 - 30 agosto 1600 nominato cardinale vescovo di Albano)
- Anton Maria Salviati (30 agosto 1600 - 16 aprile 1602 deceduto)
- Domenico Pinelli (22 aprile 1602 - 19 febbraio 1603 nominato cardinale vescovo di Albano)
- Antonio Maria Sauli (19 febbraio 1603 - 7 febbraio 1607 nominato cardinale vescovo di Albano)
- Mariano Pierbenedetti (7 febbraio 1607 - 28 maggio 1608 nominato cardinale vescovo di Frascati)
- Gregorio Petrocchini, O.E.S.A. (28 maggio 1608 - 24 gennaio 1611 nominato cardinale presbitero di San Lorenzo in Lucina)
- Francesco Maria Bourbon del Monte (24 gennaio 1611 - 4 giugno 1612 nominato cardinale presbitero di San Lorenzo in Lucina)
- Pietro Aldobrandini (4 giugno 1612 - 31 agosto 1620 nominato cardinale vescovo di Sabina)
- Bartolomeo Cesi (31 agosto 1620 - 29 marzo 1621 nominato cardinale presbitero di San Lorenzo in Lucina)
- Bonifazio Bevilacqua Aldobrandini (29 marzo 1621 - 27 settembre 1623 nominato cardinale vescovo di Sabina)
- Franz von Dietrichstein (27 settembre 1623 - 23 novembre 1636 deceduto)
- Giulio Savelli (10 novembre 1636 - 28 marzo 1639 nominato cardinale vescovo di Frascati)
- Guido Bentivoglio (28 marzo 1639 - 1º luglio 1641 nominato cardinale vescovo di Palestrina)
- Cosimo de Torres (1º luglio 1641 - 1º maggio 1642 deceduto)
- Antonio Barberini, O.F.M.Cap. (26 maggio 1642 - 11 settembre 1646 deceduto)
- Federico Corner (19 novembre 1646 - 29 aprile 1652 nominato cardinale vescovo di Albano)
- Giulio Cesare Sacchetti (29 aprile 1652 - 23 settembre 1652 nominato cardinale vescovo di Frascati)
- Marzio Ginetti (23 settembre 1652 - 9 giugno 1653 nominato cardinale vescovo di Albano)
- Girolamo Colonna (9 giugno 1653 - 21 aprile 1659 nominato cardinale presbitero di San Lorenzo in Lucina)
- Giovanni Battista Maria Pallotta (21 aprile 1659 - 21 novembre 1661 nominato cardinale presbitero di San Lorenzo in Lucina)
- Ulderico Carpegna (21 novembre 1661 - 11 ottobre 1666 nominato cardinale vescovo di Albano)
- Niccolò Albergati-Ludovisi (11 ottobre 1666 - 19 ottobre 1676 nominato cardinale vescovo di Sabina)
- Luigi Alessandro Omodei (o Homodei) (19 ottobre 1676 - 13 settembre 1677 nominato cardinale presbitero di Santa Prassede)
- Pietro Vito Ottoboni (13 settembre 1677 - 8 gennaio 1680 nominato cardinale presbitero di Santa Prassede)
- Francesco Albizzi (8 gennaio 1680 - 1º dicembre 1681 nominato cardinale presbitero di Santa Prassede)
- Carlo Pio di Savoia (1º dicembre 1681 - 15 febbraio 1683 nominato cardinale vescovo di Sabina)
- Decio Azzolini juniore (15 febbraio 1683 - 13 novembre 1684 nominato cardinale presbitero di Santa Prassede)
- Paluzzo Paluzzi Altieri degli Albertoni (13 novembre 1684 - 28 febbraio 1689 nominato cardinale vescovo di Sabina)
- Giulio Spinola (28 febbraio 1689 - 29 ottobre 1689 nominato cardinale presbitero di Santa Prassede)
- Gaspare Carpegna (19 ottobre 1689 - 27 gennaio 1698 nominato cardinale vescovo di Sabina)
- Giovanni Battista Spinola (7 aprile 1698 - 4 gennaio 1704 deceduto)
- Urbano Sacchetti (14 gennaio 1704 - 6 aprile 1705 deceduto)
- Leandro di Colloredo, C.O. (27 aprile 1705 - 11 gennaio 1709 deceduto)
- Tommaso Ruffo (28 gennaio 1709 - 1º luglio 1726 nominato cardinale vescovo di Palestrina)
- Pier Marcellino Corradini (11 settembre 1726 - 15 dicembre 1734 nominato cardinale vescovo di Frascati)
- Giorgio Spinola (15 dicembre 1734 - 16 dicembre 1737 nominato cardinale presbitero di Santa Prassede)
- Luis Belluga y Moncada, C.O. (16 dicembre 1737 - 3 settembre 1738 nominato cardinale presbitero di Santa Prassede)
- Francesco Antonio Finy (3 settembre 1738 - 16 settembre 1740 nominato cardinale presbitero di San Pietro in Vincoli)
- Giuseppe Accoramboni (16 settembre 1740 - 11 marzo 1743 nominato cardinale vescovo di Frascati)
- Francesco Antonio Finy (11 marzo 1743 - 5 aprile 1743 deceduto)
- Francesco Scipione Maria Borghese (20 maggio 1743 - 25 settembre 1752 nominato cardinale vescovo di Albano)
- Giuseppe Spinelli (25 settembre 1752 - 9 aprile 1753 nominato cardinale vescovo di Palestrina)
- Joaquín Fernández Portocarrero (9 aprile 1753 - 20 settembre 1756 nominato cardinale vescovo di Sabina)
- Camillo Paolucci (20 settembre 1756 - 22 novembre 1758 nominato cardinale vescovo di Frascati)
- Giacomo Oddi (22 novembre 1758 - 12 febbraio 1759 nominato cardinale presbitero di Santa Prassede)
- Henry Benedict Mary Clement Stuart of York (12 febbraio 1759 - 13 luglio 1761); in commendam (13 luglio 1761 - 14 gennaio 1763 nominato cardinale presbitero in commendam di San Lorenzo in Damaso)
- Fabrizio Serbelloni (21 marzo 1763 - 16 maggio 1763 nominato cardinale vescovo di Albano)
- Pietro Colonna Pamphili (1º dicembre 1766 - 4 dicembre 1780 deceduto)
- Giovanni Ottavio Manciforte Sperelli (2 aprile 1781 - 5 giugno 1781 deceduto)
- Tommaso Antici (3 agosto 1789 - 7 marzo 1798 deceduto)
- Francesco Maria Pignatelli (2 aprile 1800 - 14 agosto 1815 deceduto)
- Annibale della Genga (29 aprile 1816 - 28 settembre 1823 eletto papa con il nome di Leone XII)
- Giovanni Francesco Falzacappa (17 novembre 1823 - 5 luglio 1830 nominato cardinale vescovo di Albano)
- Raffaele Mazzio (5 luglio 1830 - 4 febbraio 1832 deceduto)
- Benedetto Barberini (2 luglio 1832 - 16 giugno 1856); in commendam (16 giugno 1856 - 10 aprile 1863 deceduto)
  - Titolo vacante (1863 - 1874)
- Alessandro Franchi (16 gennaio 1874 - 31 luglio 1878 deceduto)
- Lorenzo Nina (28 febbraio 1879 - 25 luglio 1885 deceduto)
- James Gibbons (17 marzo 1887 - 24 marzo 1921 deceduto)
- Giovanni Tacci Porcelli (16 giugno 1921 - 30 giugno 1928 deceduto)
- Pedro Segura y Sáenz (28 ottobre 1929 - 8 aprile 1957 deceduto)
- Stefan Wyszyński (18 maggio 1957 - 28 maggio 1981 deceduto)
- Józef Glemp (2 febbraio 1983 - 23 gennaio 2013 deceduto)
- Loris Francesco Capovilla (22 febbraio 2014 - 26 maggio 2016 deceduto)
- Carlos Osoro Sierra, dal 19 novembre 2016